# Alimentare cu apă

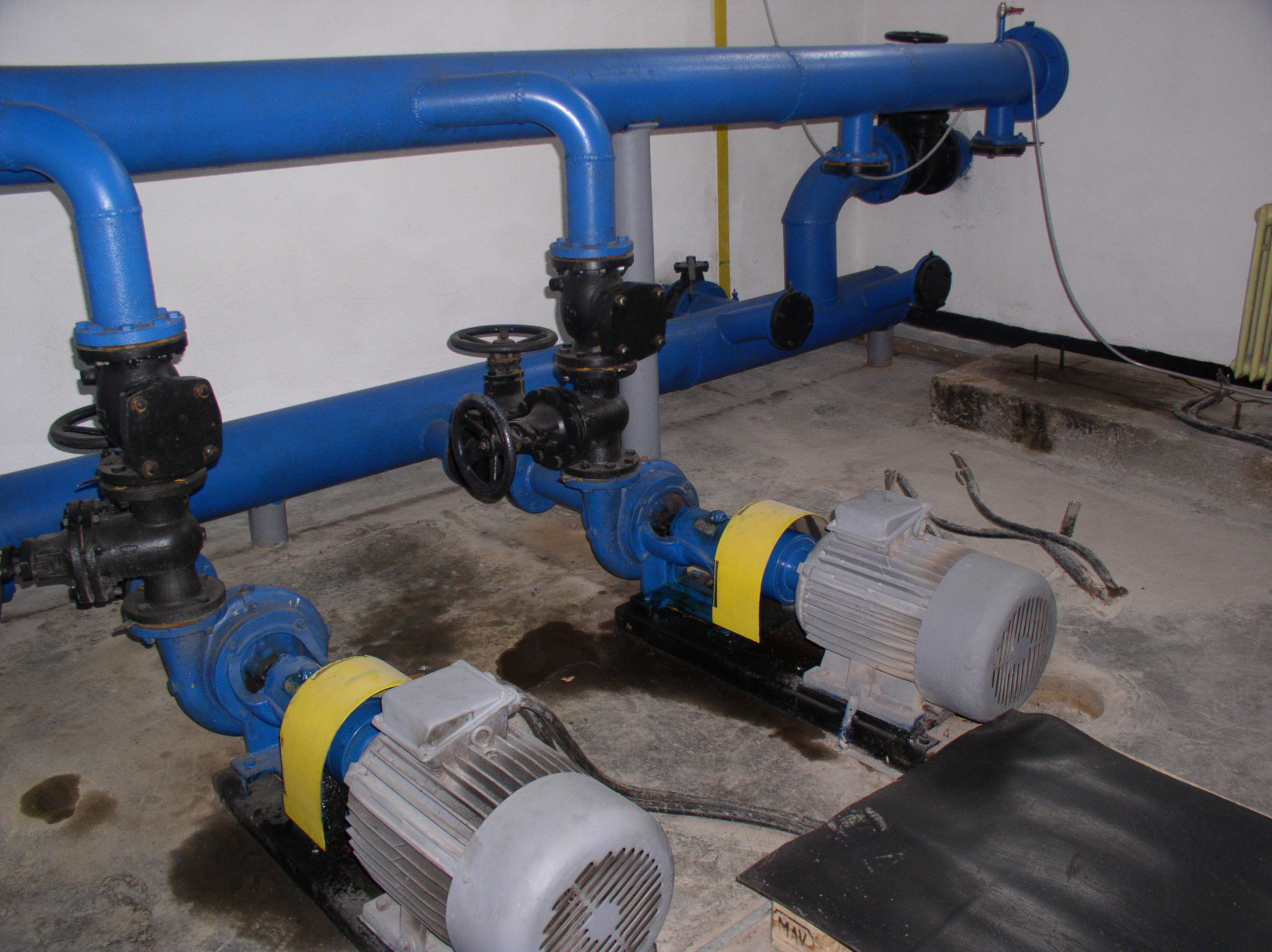
Stație de pompare apă, Moneasa, județul Arad

O alimentare cu apă este un sistem hidrotehnic alcătuit din:
- captare de apă brută;
- pompare treapta I, dacă e cazul;
- conducte de aducțiune, pentru transportul apei brute de la sursă, la stația de tratare;
- stație de tratare, pentru corectarea calității apei brute, funcție de calitatea impusă la consumator;
- rezervoare, pentru înmagazinarea volumului de apă necesar pentru: rezerva de avarie, compensarea consumului orar, rezerva necesară pentru combaterea incendiilor;
- stație de pompare treapta a II-a, pentru asigurarea presiunii necesare în rețeaua de distribuție, dacă e cazul. Asigurarea presiunii se poate asigura și gravitațional;
- rețea de distribuție, pentru distribuția apei la consumatori;

Alimentările cu apă pot fi:
- Alimentări cu apă potabilă, care distribuie apa pentru nevoi gospodărești și nevoi publice;
- Alimentări cu apă industrială, care distribuie apa pentru utilizări industriale;
- Alimentări cu apă pentru combaterea incendiilor.

În general, un sistem centralizat de alimentare cu apă a unui centru populat, combină tipul de sisteme de alimentare cu apă enumerate mai sus.

## Vezi
- Autoritatea Națională de Reglementare în domeniul Energiei (A.N.R.E.)
- Format:Servicii publice
- Utilitate publică

## Legături externe
- Water Resources pe Curlie
- The World Bank on private water operations in rural communities
- The World Bank on public-private water mechanisms for urban utilities
- The World Bank on water utility subsidies
- The WHO's site on water
- The OECD's site on water
- IEEE Spectrum: How Much Water Does It Take to Make Electricity? — Natural gas requires the least water to produce energy, biofuels the most, according to a new study
- Water Planning Tools — an Australian research initiative which develops and pilots tools for improving water planning, management and security
- Google — public data "Improved water source (percent of population with access)"
- Google — public data "Renewable internal freshwater resources per capita (cubic meters)"